# Ito Sozan
Itō Sōzan, (Japans: 伊藤 総山) (1884 -?) was een Japans prentkunstenaar, deel uitmakend van de shin hanga-beweging.
Sōzan maakte vooral kachō-ga, afbeeldingen van bloemen en vogels. Hij werkte van 1910 tot 1926 voor Watanabe Shōzaburō en produceerde rond 1915-16 met Takahashi Shōtei enkele zeldzame landschapsprenten met kachō-ga-elementen. Waarom Sōzan bij Watanabe weg ging en of Ohara Koson werd aangeworven ter zijner vervanging is niet duidelijk.